# Casperia
Casperia település Olaszországban, Lazio régióban, Rieti megyében. Lakosainak száma 1178 fő (2023. január 1.). Casperia Cantalupo in Sabina, Contigliano, Montasola, Rieti, Roccantica, Selci és Torri in Sabina községekkel határos.

## Népesség
A település lakossága az elmúlt években az alábbi módon változott:
| Lakosok száma | 1242 | 1257 | 1178 |
|               | 2017 | 2018 | 2023 |